# Ажуда (Лиссабон)
Ажуда (порт. Ajuda) — район (фрегезия) в Португалии, входит в округ Лиссабон. Является составной частью муниципалитета Лиссабон. Находится в составе крупной городской агломерации Большой Лиссабон. По старому административному делению входил в провинцию Эштремадура. Входит в экономико-статистический субрегион Большой Лиссабон, который входит в Лиссабонский регион. Население составляет 17 961 человек на 2001 год. Занимает площадь 3,15 км².
Покровителем района считается Дева Мария (порт. Nossa Senhora da Ajuda). Здесь находится королевский дворец Ажуда.